# Flughafen Sanya

i7
i11
i13
Der Sanya Phoenix International Airport (chinesisch 三亚凤凰国际机场, IATA-Code: SYX, ICAO-Code: ZJSY) ist der südlichste Verkehrsflughafen der Volksrepublik China. Er liegt auf der Insel Hainan und befindet sich nordwestlich des Stadtzentrums von Sanya im Stadtbezirk Tianya. Der Flughafen ist rund um die Uhr geöffnet und bietet fünf Fluggastbrücken und 20 Parkpositionen für Flugzeuge. Seit 2002 wird der Flughafen durch die HNA Group betrieben.

## Fluggesellschaften und Ziele
Am Flughafen Sanya starten 21 Airlines. Die meisten Ziele werden von Hainan Airlines betätigt, welche 19 Flughäfen vom Flughafen Sanya aus anfliegen, was 20 % der abgehenden Strecken des Flughafens sind.